# Débarquement sur Scarlet Beach
Campagne de Nouvelle-Guinée de la Seconde Guerre mondiale
Batailles
- Scarlet Beach
- Finschhafen
- Sattelberg
- Wareo
- Long Island
- Sio
- Saidor
- Madang

Le débarquement sur Scarlet Beach (ou opération Diminish) a lieu le 22 septembre 1943 en Nouvelle-Guinée pendant la campagne de la péninsule de Huon de la Seconde Guerre mondiale, impliquant des forces australiennes, américaines et japonaises.
Les forces alliées ont débarqué à Scarlet Beach, au nord de Siki Cove et au sud de la rivière Song, à l'est de Katika et à environ 10 km au nord de Finschhafen. La prise de Finschhafen a permis la construction d'une base aérienne et d'installations navales pour aider les forces aériennes et navales alliées à mener des opérations contre des bases japonaises en Nouvelle-Guinée et en Nouvelle-Bretagne.
Après la prise de Lae plus tôt que prévu, les Alliés ont exploité l'avantage. En raison de renseignements erronés, sous-estimant la taille de la force japonaise dans la région, la force d'assaut choisie se compose uniquement de la 20e brigade d'infanterie du brigadier Victor Windeyer. Le débarquement à Scarlet Beach qui a lieu le 22 septembre 1943 est le premier débarquement amphibie opposé que les forces australiennes ont effectué depuis le débarquement de la baie ANZAC lors de la campagne de Gallipoli de 1915. Des erreurs de navigation font débarquer les troupes sur la mauvaise plage, certaines d'entre elles débarquant à Siki Cove et subissant des tirs nourris des fortes défenses japonaises dans des casemates. Après s'être réorganisés, les Australiens poussent vers l'intérieur des terres. Les Japonais opposent une résistance acharnée sur les hauteurs de Katika, mais sont repoussés. À la fin de la journée, les Australiens ont sécurisé leurs objectifs. Les Japonais lancent un raid aérien de représailles sur les navires de la VIIe Amphibious Force, mais des avions de chasse américains défendent le convoi et aucun navire n'est touché. Les attaques aériennes japonaises continues sur la tête de pont infligent de nombreuses victimes au cours de la bataille.
Le lendemain, les Australiens commencent leur avance vers le sud vers le village de Finschhafen, à environ 9 km au sud de la plage du débarquement, avec le 2/15e bataillon d'infanterie ouvrant la voie vers la rivière Bumi. Les Japonais établissent de solides défenses le long de la rive sud de la rivière, que les Australiens tentent de déborder en envoyant une force à l'ouest, grimpant à travers un terrain escarpé. Une fois l'endroit idéal trouvé, approprié pour traverser la rivière, les Australiens commencent à traverser à gué mais sont la cible de tirs par un groupe d'infanterie de la marine japonaise positionné sur un élément élevé surplombant la rivière. Malgré les pertes subies, les Australiens parviennent à s'établir au sud du Bumi et à ce moment-là, le 2/13e bataillon d'infanterie commence son avance sur Finschhafen depuis l'ouest. Pendant ce temps, le 2/15e attaque le flanc gauche des Japonais qui se sont opposés à leur traversée. Après avoir remonté la pente raide sous le feu, parfois à quatre pattes, le 2/15e prend position à la pointe de la baïonnette, tuant 52 Japonais au corps à corps.
Les Australiens, craignant une contre-attaque japonaise, demandent des renforts au général Douglas MacArthur. La demande est rejetée car son équipe de renseignement estime les forces ennemies à environ 350 hommes dans les environs alors qu'au moins 5 000 Japonais sont déployés autour de Sattelberg et Finschhafen. Les Australiens reçoivent des renforts sous la forme du 2/43e bataillon d'infanterie. L'arrivée de cette unité permet à la totalité de la 20e brigade d'infanterie de se concentrer sur Finschhafen. Les troupes navales japonaises tenant Finschhafen commencent à se retirer et la ville tombe aux mains des Australiens le 2 octobre. La 20e brigade d'infanterie s'est ensuite reliée au 22e bataillon d'infanterie, un bataillon d'infanterie de la milice qui a dégagé la zone côtière au sud de la péninsule de Huon, avançant de Lae sur les montagnes. Les Japonais se retirent alors dans les montagnes autour de Sattelberg.